# Gesellschaft (Staatsrecht)
Das Staatsrecht bezeichnet in der Tradition des Liberalismus als Gesellschaft diejenigen Akteure (Bürger, früher auch Untertanen genannt), die nicht dem Staat (Obrigkeit) zuzurechnen sind. Gesellschaft sind demnach alle Menschen und die von ihnen – nicht vom Staat – errichteten juristischen Personen.

## Theoretische Herleitung
Der vor allem in Deutschland gebräuchlichen Unterscheidung liegt die Vorstellung zugrunde, dass der freiheitliche Staat anders als im Totalitarismus nur bestimmte Bereiche abdecken darf. Dadurch soll die Freiheit des Individuums vor dem Staat geschützt werden: Während die Gesellschaft freiheitsberechtigt ist, ist der Staat freiheitsverpflichtet; ihm steht keine Freiheit zu, die zu Lasten der Bürger ginge, sondern nur gesetzlich begründete Kompetenz, allenfalls pflichtgemäßes Ermessen. Während den Akteuren der Gesellschaft Grundrechtsfähigkeit zukommt, wird der Staat durch Grundrechte verpflichtet und kann sich auf sie nicht selbst berufen. Die Gesellschaft kann ihre Angelegenheiten selbstbestimmt regeln (Privatautonomie), der Staat ist vielfältigen Pflichten unterworfen (beispielsweise Rechtsstaatsprinzip, Demokratieprinzip, Sozialstaatsprinzip).

## Verwirklichung in Deutschland

### Überblick
Auch das deutsche Grundgesetz kennt eine vom Staat zu unterscheidende Gesellschaft, wobei die Einzelheiten umstritten sind (vgl. Staat und Gesellschaft). Umstritten ist auch, ob das Grundgesetz zwischen der Privatsphäre der einzelnen Bürger und der staatlichen Öffentlichkeit („normativer Öffentlichkeitsbegriff“) noch eine weitere, zivilgesellschaftliche Öffentlichkeit („sozialer Öffentlichkeitsbegriff“) begründen will oder anerkennt und welche Verbände darunter fallen würden.
Die staatliche Regelung der Gesellschaft erfolgt hauptsächlich im einfachen Gesetzesrecht, vor allem dem Zivilrecht (z. B. Arbeitsrecht, Familienrecht, Erbrecht usw.). In der Verfassung finden sich ausführliche Vorschriften zu gesellschaftlichen Bereichen hingegen nur für das Staatskirchenrecht; als Mittler zwischen Gesellschaft und Staat werden punktuell die politischen Parteien geregelt („wirken bei der politischen Willensbildung des Volkes mit“, Art. 21 Abs. 1 Satz 1 GG). Daneben aber gewährleisten die Grundrechte den einzelnen Bürgern Freiheitsrechte, die auch für das Verhältnis der Gesellschaft zum Staat insgesamt prägend sind.
Die Vorstellung, dass der Bürger durch Eintritt in besondere Gewaltverhältnisse die Gesellschaft verlassen und auf die Seite des Staates wechseln könne, ist infolge der „Strafgefangenenentscheidung“ (BVerfGE 33, 1 ff.) inzwischen aufgegeben worden.

### Zuordnung durch Verfassung und Gesetzgeber
Welche Aufgaben als Staatsaufgaben verstanden werden und welche der Gesellschaft überlassen sind, ist dem Wandel der rechtspolitischen Anschauungen unterworfen. In den Grenzen der Grundrechte ist der Gesetzgeber grundsätzlich frei, ob er eine Aufgabe der gesellschaftlichen Selbstbestimmung überlässt oder in staatlicher Verwaltung, ggf. staatlicher Selbstverwaltung, erledigt. Umgekehrt kann er auch ehemals als staatlich verstandene Aufgaben wieder der Gesellschaft überlassen (materielle Privatisierung).
Ausdrückliche Grenzen der Verstaatlichung finden sich im Grundgesetz nur vereinzelt (etwa das Verbot der Staatskirche).

### Zuordnung im Einzelfall
Auch natürliche Personen können durch Beleihung zu staatlichen Verwaltungsträgern werden und so staatliche Funktion ausüben, ohne allerdings dadurch ihre Grundrechtsträgerschaft aufzugeben. Im Einzelfall kann durchaus umstritten sein, ob noch gesellschaftliche Freiheitsverwirklichung (etwa private Rechtsetzung, z. B. Tarifvertrag) oder schon die Ausübung staatlicher Funktionen vorliegt.
Noch komplizierter ist die Zuordnung bei juristischen Personen. Weil auch der Staat juristische Personen des Privatrechts gründen kann und mitunter auch Bürger solche des öffentlichen Rechts (z. B. Religionsgemeinschaften), kann ihre Rechtsform allenfalls ein Indiz sein. Problematisch sind auch Mischformen, die entstehen können, wenn staatliche und gesellschaftliche Akteure gemeinsam die juristische Person tragen, etwa eine Aktiengesellschaft mit Gemeinden und Privatleuten als Aktionären.